# Battesimo di Cristo (Girolamo Imparato)
Battesimo di Cristo è un dipinto a olio su tavola realizzato da Girolamo Imparato nel 1592 e custodito nella cappella del Fonte Battesimale della chiesa di Santa Maria delle Grazie a Massa Lubrense.

## Storia e descrizione
Il dipinto venne commissionato dalla famiglia Pisani nel 1592 come testimoniato da un cartiglio nella parte bassa a destra del quadro, per essere posto nella cappella di patronato della famiglia nella cattedrale di Massa Lubrense: successivamente, a seguito dell'eliminazione della cappella per creare un nuovo ingresso, venne spostato prima nell'esedra e infine nella collocazione definitiva, nella cappella del Fonte Battesimale della stessa chiesa poco dopo la metà del XVIII secolo a seguito dei lavori di ristrutturazione promossi dal vescovo Giuseppe Bellotti.
L'opera, già attribuita a Girolamo Imparato nel 1685 dal vescovo della diocesi di Massa Lubrense Giovanni Battista Nepita, raffigura al centro Gesù mentre riceve il battesimo con il capo leggermente chinato da parte di Giovanni Battista: la scena è sovrastata dalla colomba dello Spirito Santo e più in alto appare Dio. Sulla sinistra sono posti due angeli che assistono alla scena. Intorno è un paesaggio campestre con il Giordano rappresentato come un rigagnolo, mentre sullo sfondo una collina sul quale si staglia un maniero. Durante lo spostamento della tavola nella cappella definitiva, venne notevolmente ampliata con l'inserimento del paesaggio circostante, per poter essere posta all'interno di una cornice in stucco.